# Aquilonastra burtoni
Espèce
Aquilonastra burtoni est une espèce d'étoile de mer tropicale de la famille des Asterinidae, que l'on trouve dans l'Océan Indien.

## Description
C'est une petite étoile aplatie pourvue de 5 bras courts et arrondis, de coloration variable et d'aspect granuleux.

## Habitat et répartition
Cette espèce est abondante dans l'océan Indien occidental, où on la trouve entre 8 et 10 mètres de profondeur.